# Granada (Antioquia)
Granada è un comune della Colombia facente parte del dipartimento di Antioquia.
Il centro abitato venne fondato da Juan de Dios Gómez de Castro nel febbraio 1805, mentre l'istituzione del comune è del 1817.